# Phalacrotophora vittipennis
Phalacrotophora vittipennis är en tvåvingeart som beskrevs av Schmitz 1932. Phalacrotophora vittipennis ingår i släktet Phalacrotophora och familjen puckelflugor. Inga underarter finns listade i Catalogue of Life.